# Arame farpado

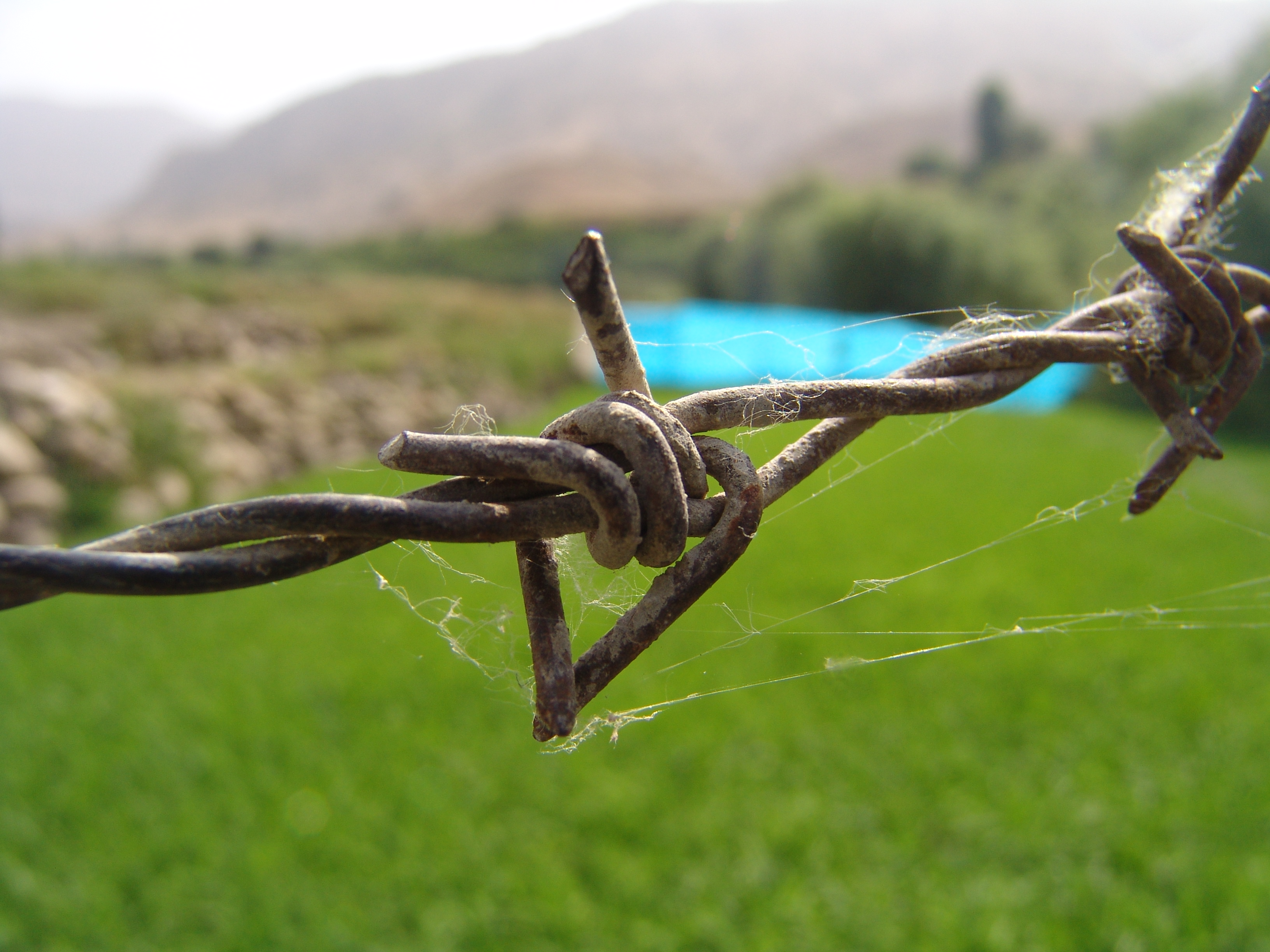
Arame farpado visto de perto

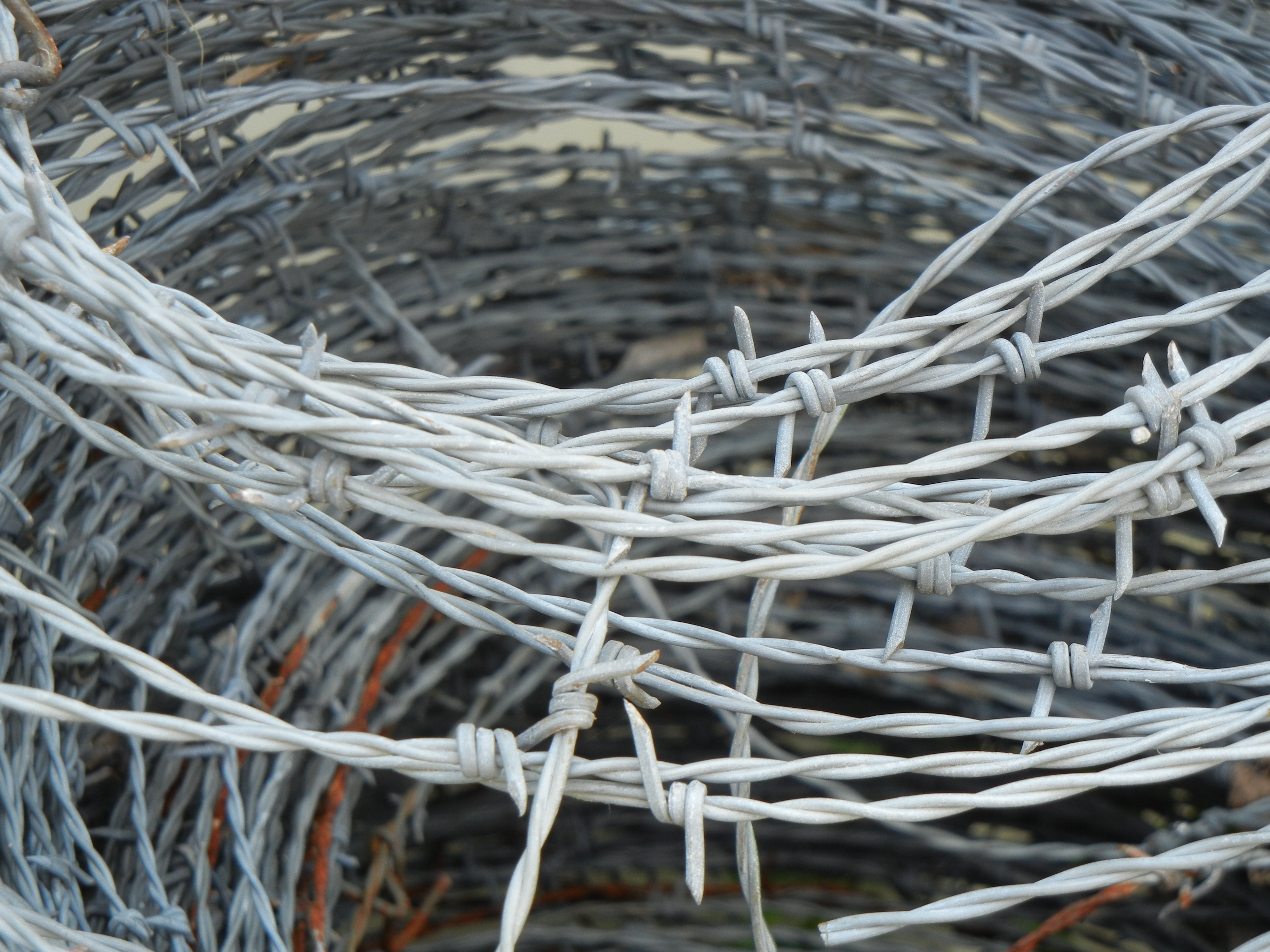
Rolo de arame farpado agrícola moderno

Arame farpado é um tipo de arame para cercas de aço construído com farpas pontiagudas tipo espinhos (geralmente quatro) que apontam para quatro direções distintas. Ele é usado para construir cercas baratas e é usado em cima de muros que cercam propriedades seguras. É também uma característica importante das fortificações na guerra de trincheiras (como um obstáculo de arame).
Uma pessoa ou animal tentando passar por arame farpado sofrerá desconforto e possivelmente ferimentos. A cerca de arame farpado requer apenas postes, arame e dispositivos de fixação, como grampos. É simples de construir e rápido de erguer, mesmo por uma pessoa não qualificada.
A primeira patente nos Estados Unidos para arame farpado foi emitida em 1867 para Lucien B. Smith de Kent, Ohio, que é considerado o inventor. Joseph F. Glidden de DeKalb, Illinois, recebeu uma patente para a invenção moderna em 1874 depois de fazer suas próprias modificações nas versões anteriores.

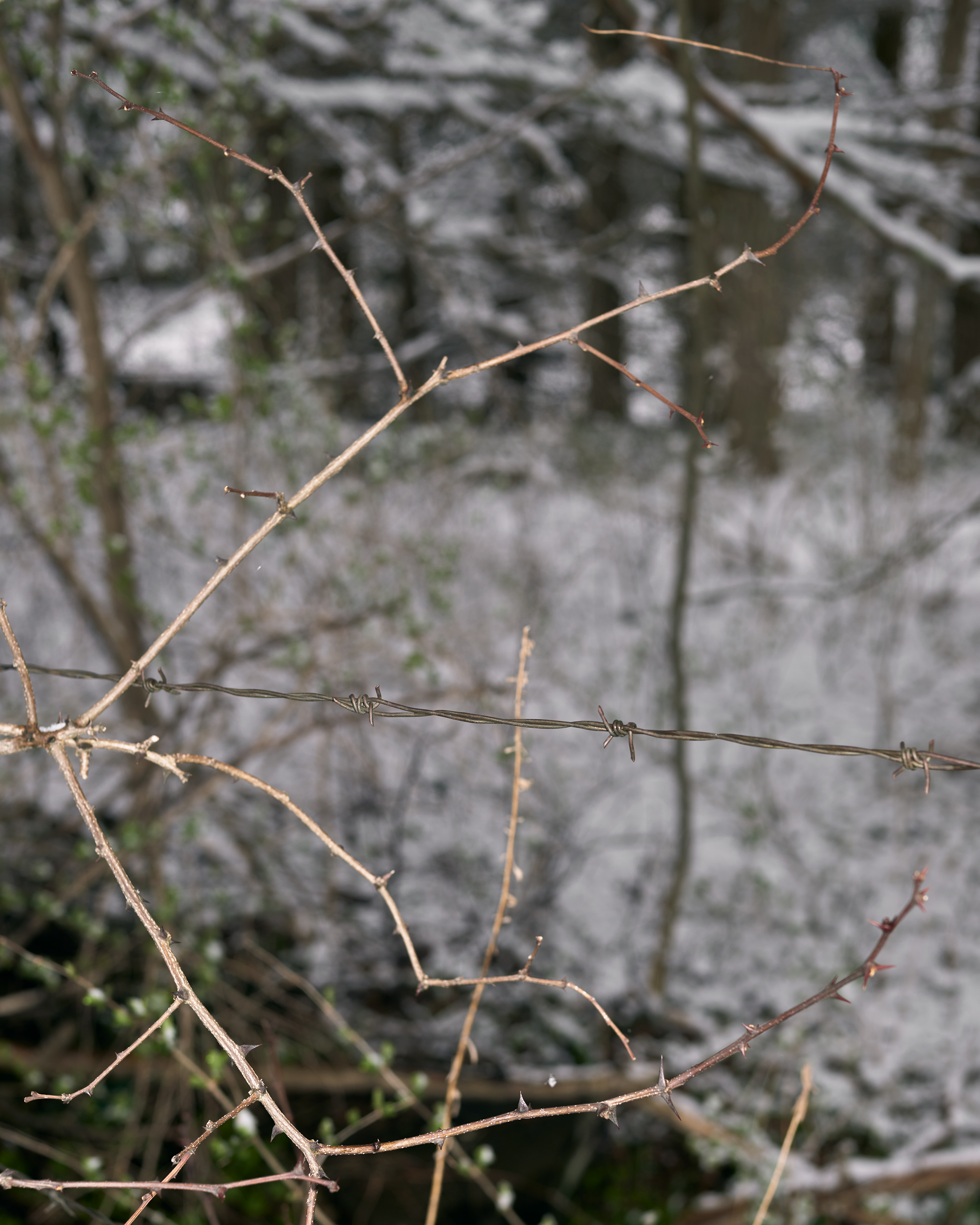
Arame farpado instalado na beira de uma estrada

O arame farpado foi a primeira tecnologia de arame capaz de conter o gado. As cercas de arame são mais baratas e fáceis de erguer do que suas alternativas (uma dessas alternativas é a laranjeira-de-osage, um arbusto espinhoso que demora muito para transplantar e crescer). Quando as cercas de arame se tornaram amplamente disponíveis nos Estados Unidos no final do século XIX, tornou-se mais acessível cercar áreas muito maiores do que antes, e a pecuária intensiva tornou-se prática em uma escala muito maior.
Um exemplo dos custos de cercar com madeira serrada imediatamente antes da invenção do arame farpado pode ser encontrado com os primeiros agricultores na área de Fresno, Califórnia, que gastaram quase quatro mil dólares (equivalente a noventa mil dólares em 2021) para entregar madeira para cercas e erguido para proteger 2 500 acres (1 000 ha) de colheita de trigo do gado em 1872.

## Patentes
- Patente E.U.A. 66 182 – Lucien Smith, Kent, Ohio, Wire fence – "carretéis rotativos com esporas projetadas" (junho de 1867)
- Patente E.U.A. 67 117 – William Hunt, Scott, New York, Improvement in Fences – "rodas afiadas" (julho de 1867)
- Patente E.U.A. 74 379 – Michael Kelly, New York City (!), Improvement in Fences – "cerca espinhosa" (1868)
- Patente E.U.A. 116 755 – Joshua Rappleye, Seneca County, New York, Improvement in Constructing Wire fence (1871)
- Patente E.U.A. 138 763 – Henry Rose, DeKalb County, Illinois, Improvement in Wire-fences – "tiras fornecidas com pontas de metal" (1873)
- Patente E.U.A. 147 756 – Isaac Ellwood, DeKalb, Illinois Improvement in Barbed Fences – "peça única de metal com quatro pontos, presa a um trilho plano" (fevereiro de 1874)
- Patente E.U.A. 157 124 – Joseph Glidden, DeKalb, Illinois, Improvement in Wire-fences – arames de cerca trançados com esporão curto enrolados em torno de um dos fios (novembro de 1874). Esta se tornou a patente mais popular.
- Patente E.U.A. 167 240 – Jacob Haish, DeKalb, Illinois, Improvement in Wire-fence Barbs – "único pedaço de arame dobrado na forma da letra S" para que ambos os fios sejam presos (1875)
- Patente E.U.A. 185 346 – John Nelson, Creston, Illinois, Improvement in Wire-fence Barbs – farpa instalável em arame de cerca existente (1876)